# Cirrocumulus lacunosus
Cirrocumulus lacunosus, cunoscut și sub numele de Cirrocumulus lacunar sau Cirrocumulus lacunaris, este o varietate de nor cirrocumulus. Termenul lacunosus provine din latină, însemnând „plin de goluri”. Cirrocumulus lacunosus este o formă de nor relativ rară care apare ca un strat de nori cu găuri circulare în el. Formarea este în mod obișnuit atribuită unui strat rece care se amestecă cu un strat mai cald, mai înalt al atmosferei. Aceste găuri au în mod normal margini zbârcite și sunt adesea aranjate într-un mod care seamănă cu o plasă sau un fagure de miere.